# Akt normatywny powszechnie obowiązujący
Akt normatywny powszechnie obowiązujący – akt prawotwórczy zawierający normy postępowania dotyczące adresatów określonych generalnie. Zasadniczo obowiązują na całym terytorium państwa. Za ich pomocą można regulować sferę praw i obowiązków obywateli, tworzenie i odwoływanie organów publicznych oraz określać ich kompetencje władcze. Mogą stanowić podstawę aktów stosowania prawa wobec osób fizycznych i prawnych, przykładowo w postaci decyzji administracyjnych, czy orzeczeń sądowych.
Do grupy aktów powszechnie obowiązujących w Polsce należą: konstytucje, umowy międzynarodowe, ustawy, rozporządzenia. Specyficzną grupę aktów powszechnie obowiązujących stanowią akty prawa miejscowego. Ponadto do źródeł prawa powszechnie obowiązującego zalicza się ustawy o zmianie Konstytucji, rozporządzenia z mocą ustawy wydane na podstawie art. 234 Konstytucji i inne nieuchylone akty prawne o mocy ustawy. Dotyczy to obowiązujących rozporządzeń Prezydenta RP z mocą ustawy wydanych w okresie II Rzeczypospolitej i dekretów wydanych w okresie tzw. Polski Ludowej.